# メヒルギ
メヒルギ（雌蛭木、雌漂木、学名：Kandelia obovata）はヒルギ科メヒルギ属の常緑木本。潮間帯に生育するマングローブ樹種のひとつ。別名リュウキュウコウガイ（琉球笄）。かつて、日本に産する本種にはKandelia candel (L.) Druceがあてられていた（#分類を参照）。和名の由来は、オヒルギ（雄ヒルギ）に対するメヒルギ（雌ヒルギ）の意味で、本種の胎生種子が親植物上で発芽した幼根の太さが、オヒルギよりも細く女性的であることに由来する。

## 分類
もともと、日本に産する種メヒルギにはオセアニアから南アジアに広く分布するKandelia candelがあてられていた。しかしながら、2003年に、SheueらによりK. candelは南シナ海を境に北の集団と南の集団の2種に分かれることが発表された。現在では、K. candelは南シナ海以南に分布する種をさし、日本を含む東シナ海以北に分布する種メヒルギに対しては新たにK. obovataが与えられている。これによりメヒルギ属は一属二種となっている。

## 形態・生態
常緑広葉樹の小高木。樹高は成木で高さ15メートル (m) 程度となるが、生育条件で大きく異なり、日本では最大でも7 - 8 m程度である。幹は直立し、樹皮は濃赤褐色でささくれタンニンを多く含み染料として用いられる。
気根の発生は少ないが、蛸足状の根が特徴的で、幹の下部より支柱根を出す。成木は幹の周囲に呼吸根として板根を持ち、干潟の泥地に安定して株立ちする。葉は5センチメートル (cm) ほどの長楕円形で対生し、革質、光沢がある。葉の先端は鈍いかまたは円い。

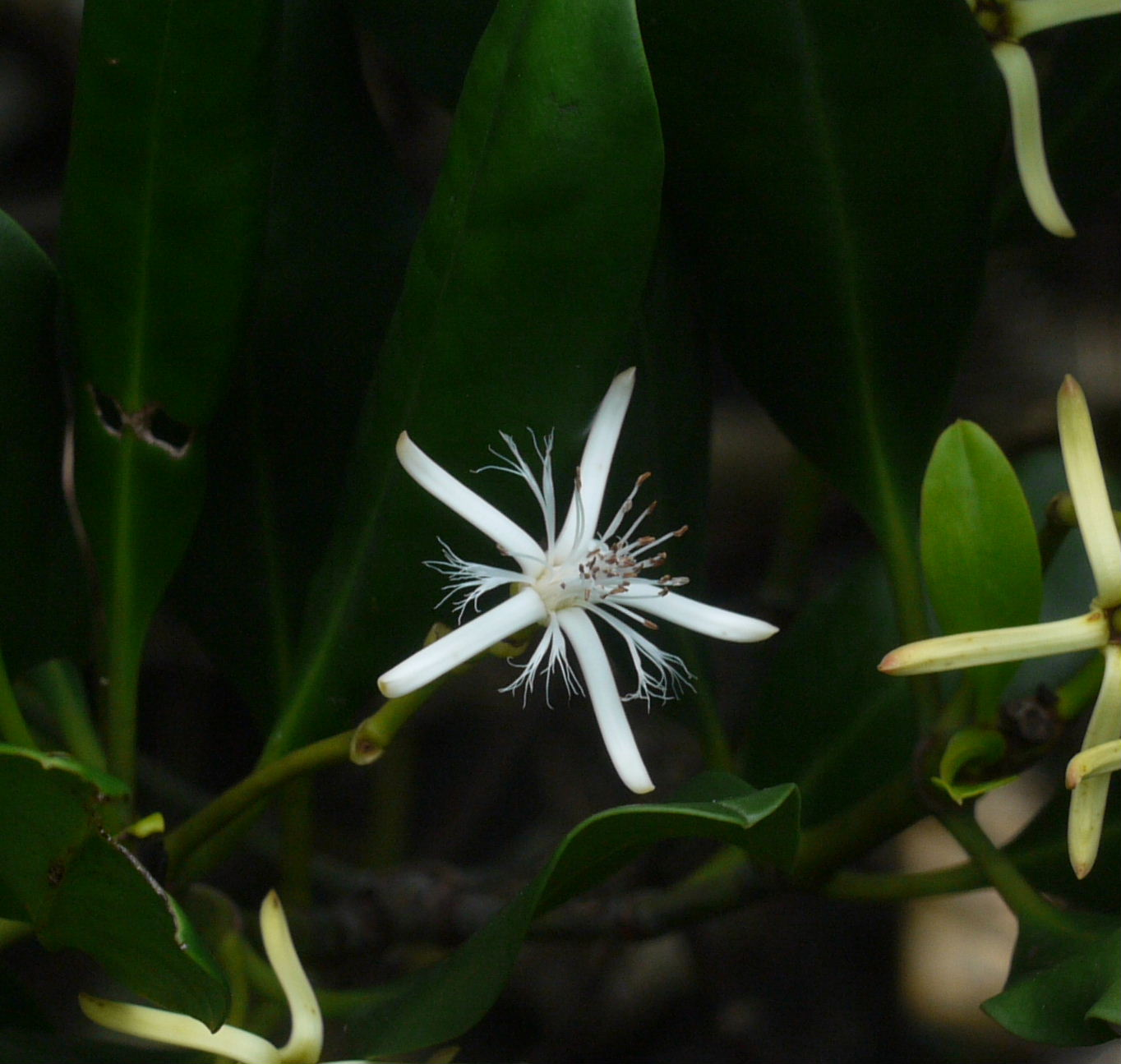
花：裂けた花弁が見える

花期は初夏から夏にかけて（6 - 8月）。腋性の集散花序で、細長い5枚の萼と、長さ1 cm程度の糸状の5枚の花弁を持つ白色の花を10個程度つける。萼は後ろに反り返る。花弁は2裂し、裂片の先端はさらに細く裂ける。
花期の後、萼を中心に直径数cmの卵形の果実となる。果実は卵形で、基部に萼（宿存萼）が残る。種子は果実の内部で発芽、発根し、果実の先端から太い根が伸び出す。この根は長さ10 - 15 cm程度の細長い緑色となり、やがて果実から根とその先端の芽が抜け落ちる形で脱落して地上に落下させる。このように果実内で成長してしまうので胎生種子（胎生芽）と呼ばれる。胎生種子の形状細長く、先端に向かってやや太くなり、その先で急に細くなるのが笄(こうがい、かんざし)に似ていることからリュウキュウコウガイの別名がある。胎生種子は樹上で発根し、親株の近くの潮の干満のある軟らかい泥地に刺さって根付くことが多いが、他のマングローブ植物と同様に海水に流され、海流散布によって分布を広げる。染色体数は2n=36。

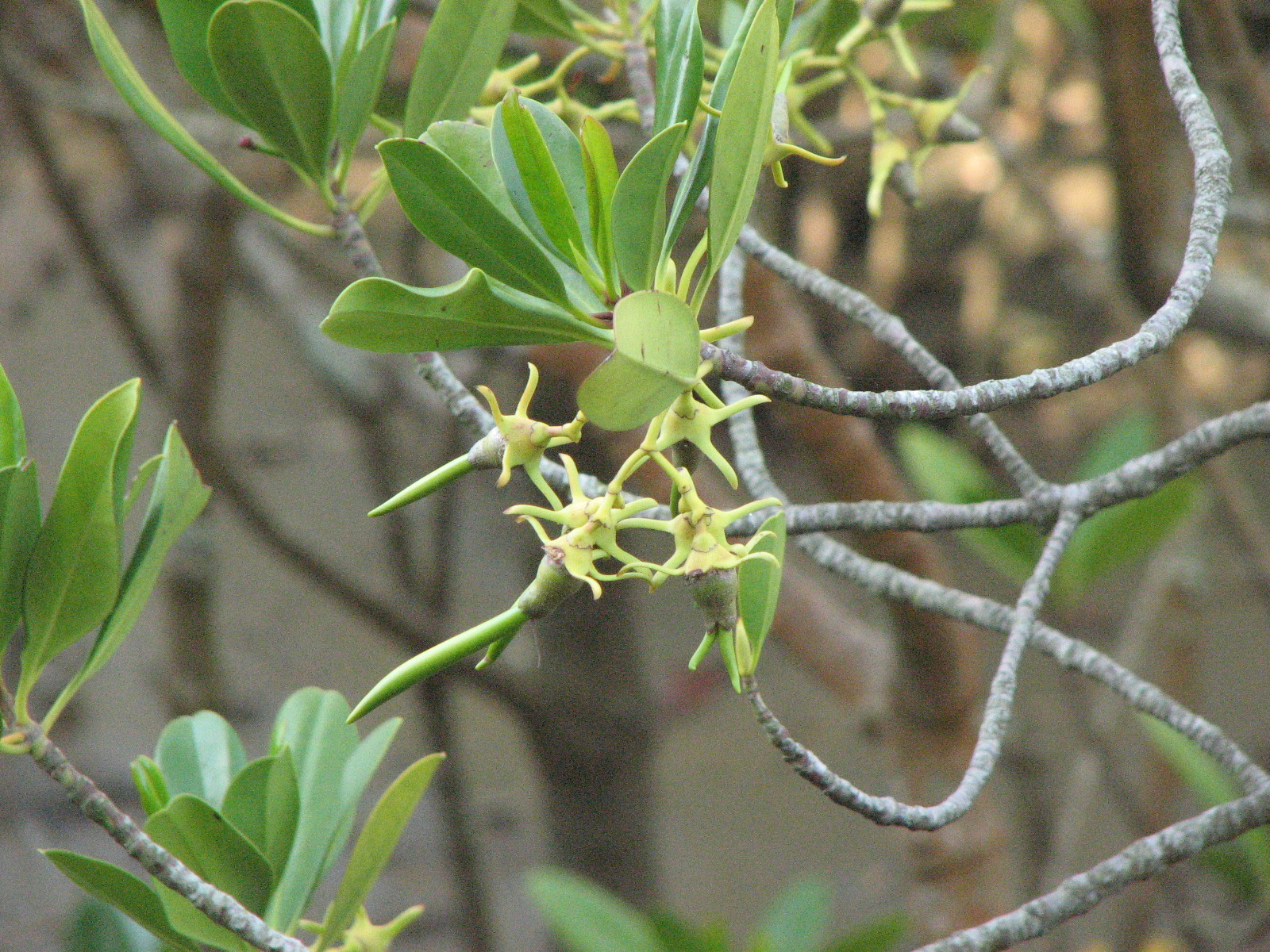
メヒルギの葉と未熟な胎生種子
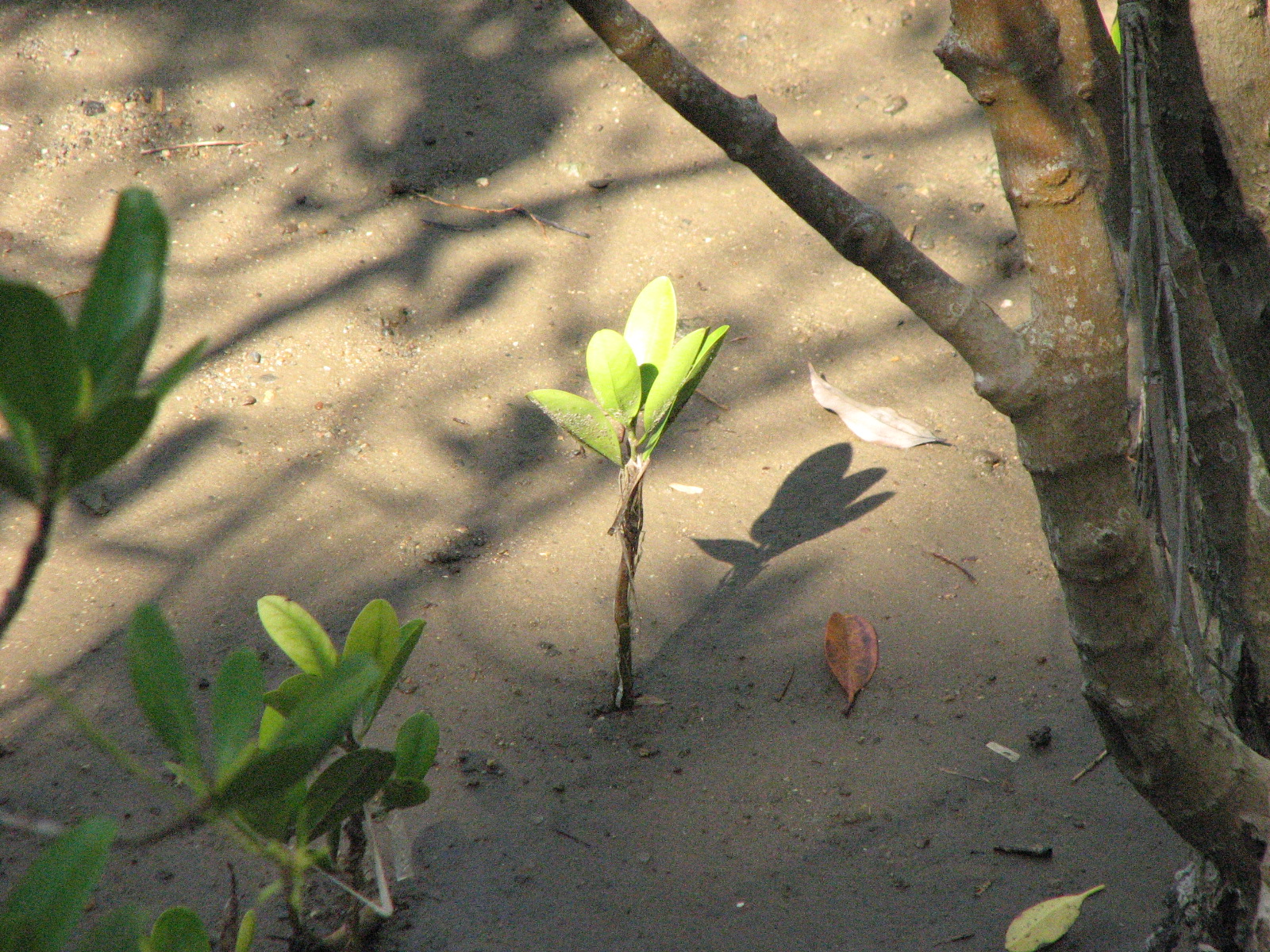
根付いた胎生種子

## 分布と生育環境
東シナ海以北の中国南部から台湾、日本、インドまでアジア南東部に分布する。日本国内では、沖縄県および鹿児島県薩摩半島以南に自然分布し、静岡県の一部に植樹された群落が分布する。本種が自生する薩摩半島が世界におけるヒルギ科の分布の北限である。
主に熱帯から亜熱帯の河口干潟に生育し、マングローブの樹種の中では、最も高緯度に繁殖する種である。ヒルギ科の中では比較的耐塩性が弱く 川の下流域などの汽水域を好むが、栄養豊富な胎生種子による定着率の高さから、好適地には他の樹種より早く定着するパイオニア植物である。定着の初期は低木として成熟し、群落を形成した後に、樹高の高い個体が現れ、密度を調整しながら高木の群落を形成する。

### 日本における生育地
九州南部の薩摩半島から南西諸島（種子島・屋久島・奄美大島・徳之島?・沖縄諸島・宮古諸島・八重山諸島）にかけて自生するが、他のマングローブ植物と比較して高緯度で繁殖するため、沖縄諸島以北では優占種となる傾向が強い。また、定着の北限は静岡県南伊豆町の群落となる。
沖縄諸島・先島諸島（宮古諸島・八重山諸島）

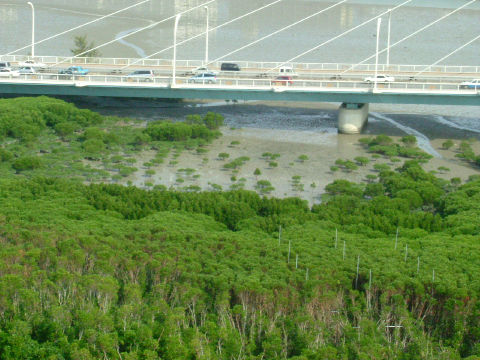
沖縄本島・漫湖のマングローブ

先島諸島から沖縄本島にかけて普通に見られ、単一の群落も作るが、しばしばオヒルギやヤエヤマヒルギ等と混生する。西表島など八重山諸島では河川汽水域に群落を作るが、まとまった群落は作らず、単立あるい小規模な群落が多い。沖縄本島では、島南部の漫湖の自生地にて大規模な群落を作る。
奄美大島・屋久島・種子島
奄美市・住用町、屋久島・栗生、種子島・西之表市に大型の群落がある。奄美市の群落ではオヒルギと混生するが、種子島・屋久島の群落ではオヒルギが自生しておらず、単一の群落を構成する。西之表市の群落は、天然の自生地としては北限であり、同時に世界の天然のマングローブ分布の北限でもある。

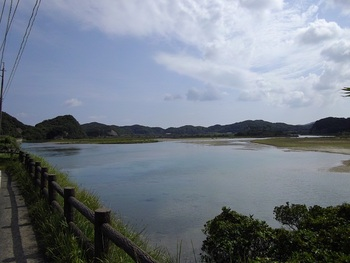
種子島・中種子町に在る自生林
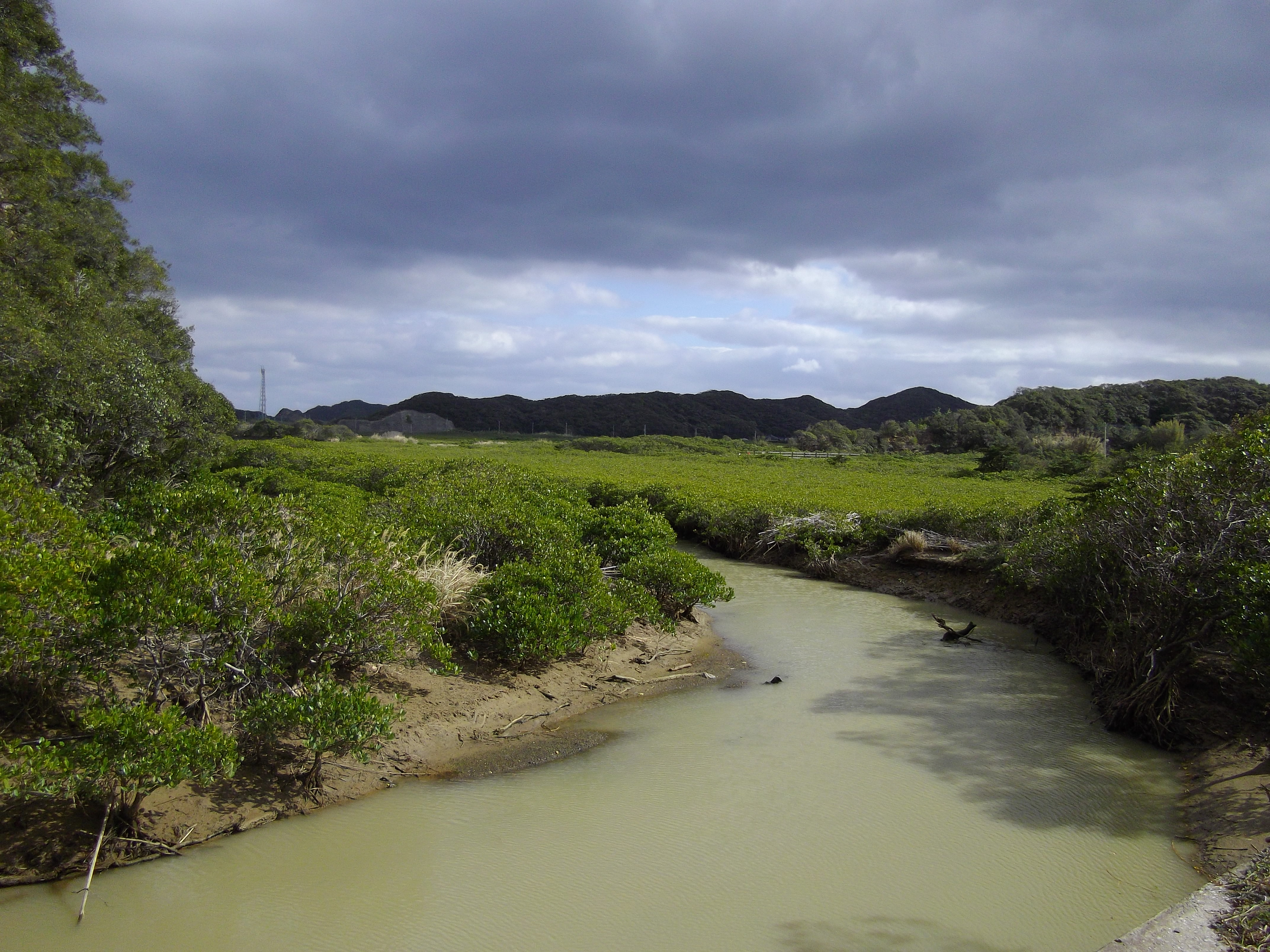
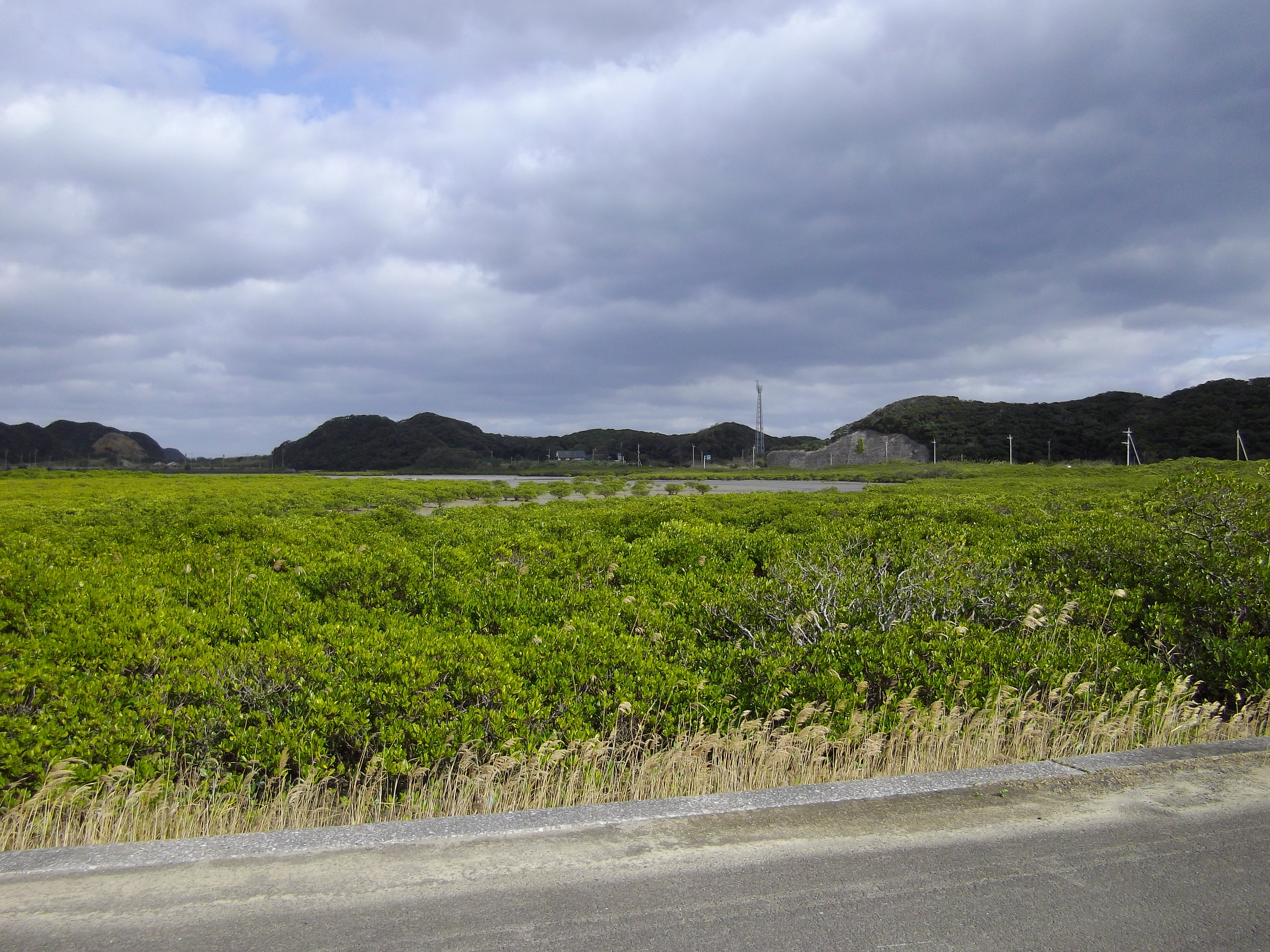
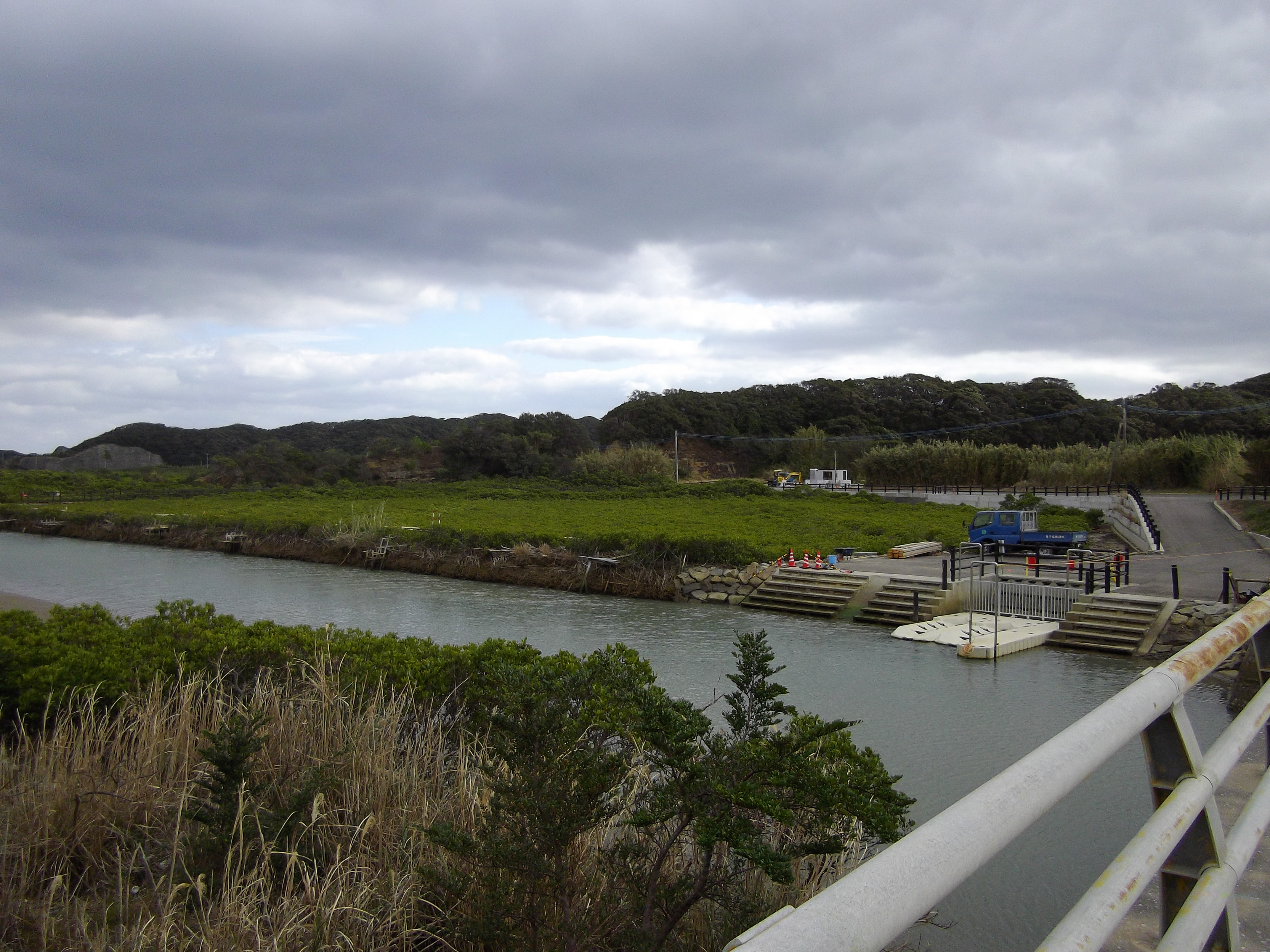
2015年春に開通予定の遊歩道

徳之島
徳之島には過去に分布記録があるが、現在では確認できない（鹿児島県（2003））。
鹿児島県・喜入のリュウキュウコウガイ産地

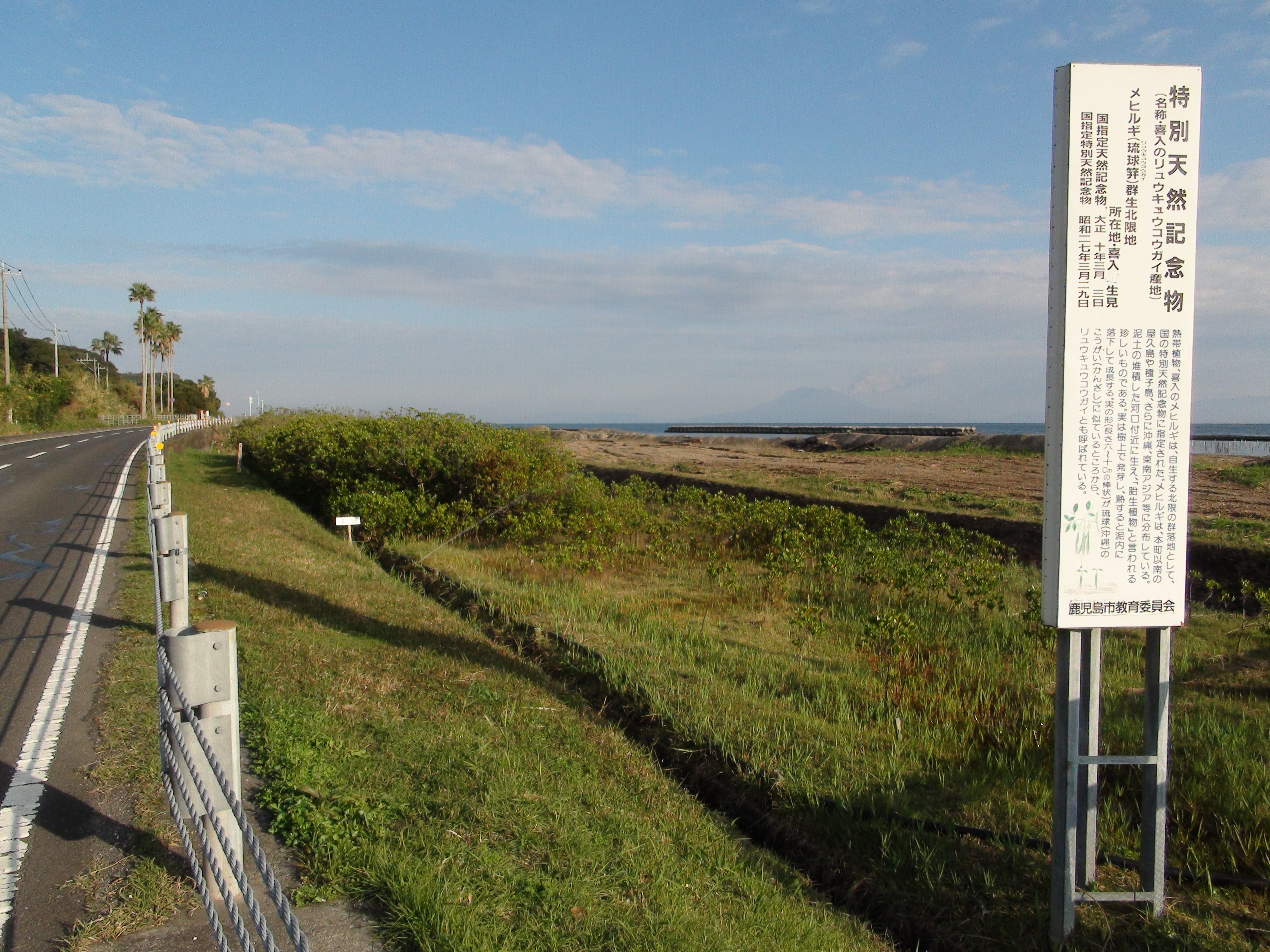
喜入のリュウキュウコウガイ産地

鹿児島県の薩摩半島の群生地である喜入のリュウキュウコウガイ産地は昭和27年に国の特別天然記念物に指定されている。本群生地および大浦町の小群落が本種が自生する北限であり、かつ世界的なマングローブ自生地の北限でもある。しかし本群生は天然ではなく、1609年に琉球より移植したという記録があり、天然の群落か否かが議論の対象となっている。本群落が移植によるものであった場合は、天然の北限は種子島・西之表市となるが、本群生地における本種は100年以上定着してマングローブを形成しており、定着したマングローブの北限として貴重な存在である。
静岡県南伊豆町のメヒルギ植栽地

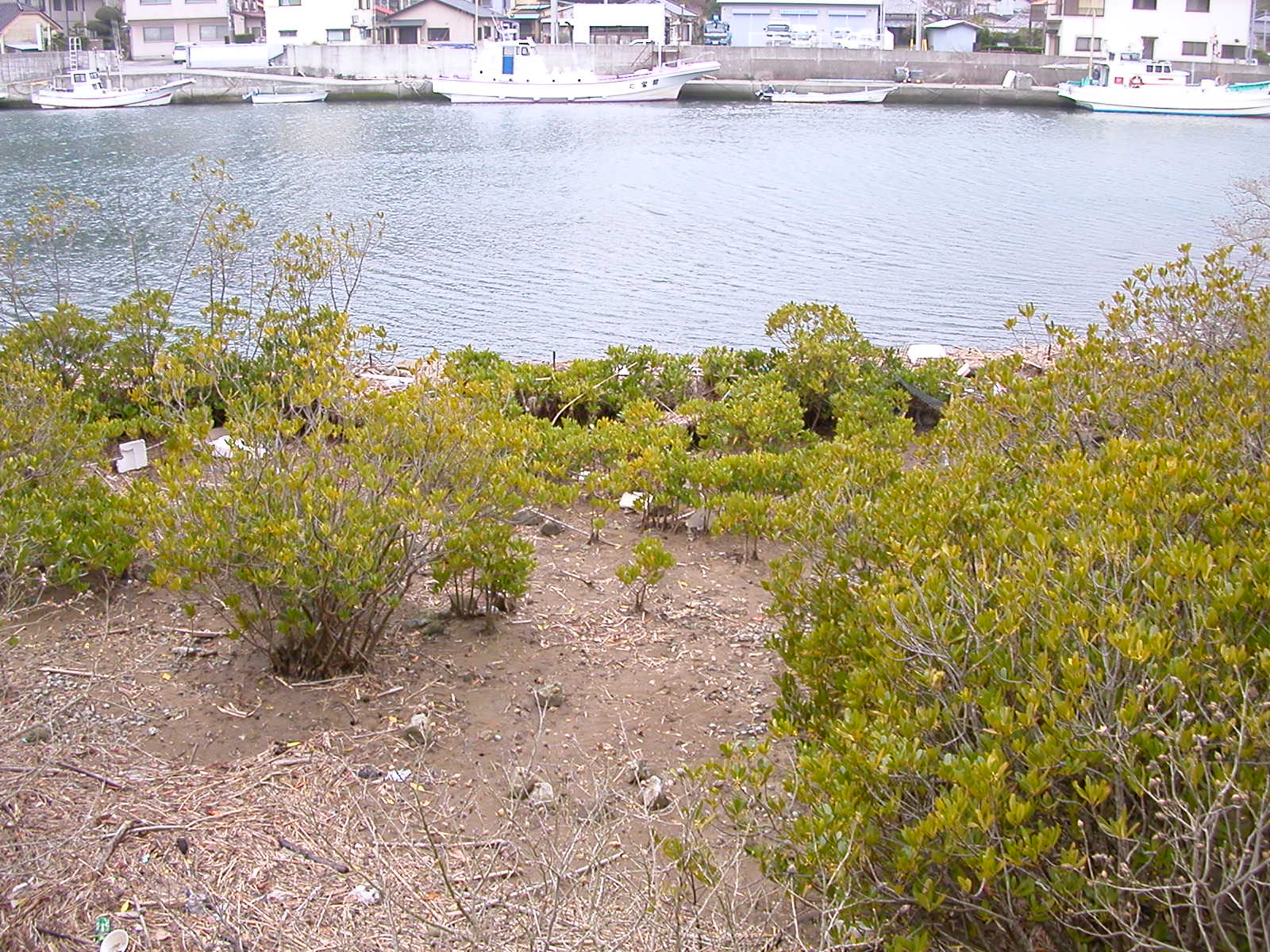
南伊豆町のメヒルギ植栽地

1958年に、静岡県柑橘試験場・田中輸一郎、静岡県有用植物園・竹下康夫らが、気象・水温・水位および地形、汽水の状況を調査し、最適地として南伊豆町・青野川河口付近を選択、奄美大島から移入した幼苗を移植したところ定着した群生地である。後に、本群生地で発生した胎生種子が自然定着し、自然繁殖が確認された。後に西表島からの移植も行われ、1999年時点では群生地の面積は4000m2、3000本を越える個体が確認されている。青野川の護岸工事 のため伐採される予定であったが、各方面からの嘆願により一部の群生地が残されることとなった。河口の保護区域への再移植も行われたが、移植ストレス等のため活着率は低く、多くの個体が枯死した。定着した個体は再度繁殖を行っていることが確認されているが、人の介在が必要な状態である。2008年現在でハマボウと混植状態で群落は維持されている。

## 利用
樹皮はタンニンを多く含み、染料として利用される。奄美群島の大島紬には染料として本種が使用されていた。また、木炭の原料とする。

## 保護上の位置付け
- 種として
  - 鹿児島県版レッドデータブックに準絶滅危惧で掲載されている。
- 地域として
  - 「鹿児島県・喜入のリュウキュウコウガイ産地」（鹿児島県）が国の特別天然記念物に指定されている。
  - 「種子島のマングローブ林（湊川、大浦川）」（鹿児島県）や「漫湖」（沖縄県那覇市・豊見城市）等のメヒルギの分布地が日本の重要湿地500に指定されている。また、平成27年には種子島南部の阿嶽川のマングローブ林が国指定天然記念物に指定され、令和４年には種子島北部の湊川のマングローブ林が国指定天然記念物に追加指定されている